# José Ceglie
José Ceglie apodado el Cheli (Buenos Aires, Argentina; 20 de noviembre de 1883-Bernal, Buenos Aires, Argentina; 31 de octubre de 1957) fue un  popular músico, compositor, bandoneonista y actor argentino

## Carrera
Debutó en el Teatro nacional en 1921 integrando el reparto de la obra La Juana Figueroa de Pedro Pico y Samuel Eichelbaun. Su papel fue breve pero al correr de los años fue plasmando su personalidad artística en distintas compañías, en todos los escenarios porteños, muchos del interior y también de algunos países vecinos.
Años después de su debut, en el año 1928, encabezó compañía con Olinda Bozán y Paquito Busto, la intitulada Bozán-Bustos-Ceglie, para actuar en los teatros Comedia y Apolo. Fue discípulo de Arturo Bernstein, el famoso guitarrista Alemán.
Luego Pascual Carcavallo empresario del Teatro Nacional lo contrató para aprovecharlo en sus sainetes en el aspecto musical. Allí permaneció hasta 1928 año en que se independizó.
Formó un famoso cuarteto con los que se presentó en decenas de  fiestas, sobre todo Quilmes y aledaños donde tenía mayor aceptación; tanto que acaparaban la mayoría de los bailes de la zona sur.
Una de las primeras obras que compuso fue el tango Pa' qué más, junto a Osvaldo Sosa Cordero, grabado por Carlos Gardel luego de haberlo escuchado interpretar por Lea Conti, actriz del elenco de dicho teatro y ante pedido de Atilio Supparo, el autor de la letra. El zorzal lo grabó en 1926 en el "disco Odeón 18181" con las guitarras de Ricardo y Guillermo Barbieri.
Su composiciones llegaron a ser grabadas por las mejores orquestas e intérpretes vocales de la década del 20, y llegaron a ser estrenados en sainetes teatrales, con intérpretes como Tita Galatro (prima suya), Nelly Omar, Tita Merello, Antonio Rodríguez Lesende, etc.
A Carlos Gardel lo conoció por 1923 presentados por José Cicarelli en el Café Los 36 Billares de la calle Corrientes próximo al Teatro Nacional donde ambos trabajaban.
El músico. actor y compositor José Ceglie murió el jueves 31 de octubre de 1957 a los 64 años de edad.

## Composiciones
- Pa' qué más.
- De pura cepa
- Veneno, tango grabado por Libertad Lamarque en el desaparecido sello Polydor.
- Saludó y se fue, grabado por Ignacio Corsini.
- La guaranga, chacarera grabada por dupla Ruiz-Acuña.
- La manicura.
- La marianella.
- Batí qué hacés
- Chaferola

## Música
- No le mesquines al pico.

## Teatro
- 1921: La Juana Figueroa.
- 1924: Muñeca, de José Antonio Saldías, con Olinda Bozán, Carmen Lamas, Mirtha Bottaro, Carola Smith, Domingo Sapelli, Santiago Arrieta y José Otal.
- 1929: Poncho de cerrazón, pieza rural de dos actos de José María Márquez y Salvador Riese.
- 1930: Yarará, en el papel protagónico junto a Olinda Bozán, Paquito Busto, Carlos Morales, Leonor Rinaldi, Encarnación Fernández y Luis Laino. Estrenada en el  Teatro de la Comedia.
- 1934: Don Juan Manuel de Rozas, junto a Herminio Yacucci, Ana Arneodo, Santiago Arrieta, Paulina Singerman, Efrain Cantelo, Félix Mutarelli, Teresa Piaggio, Pedro Fiorito y Nelly Cossa, entre otros.